# Wywrotka

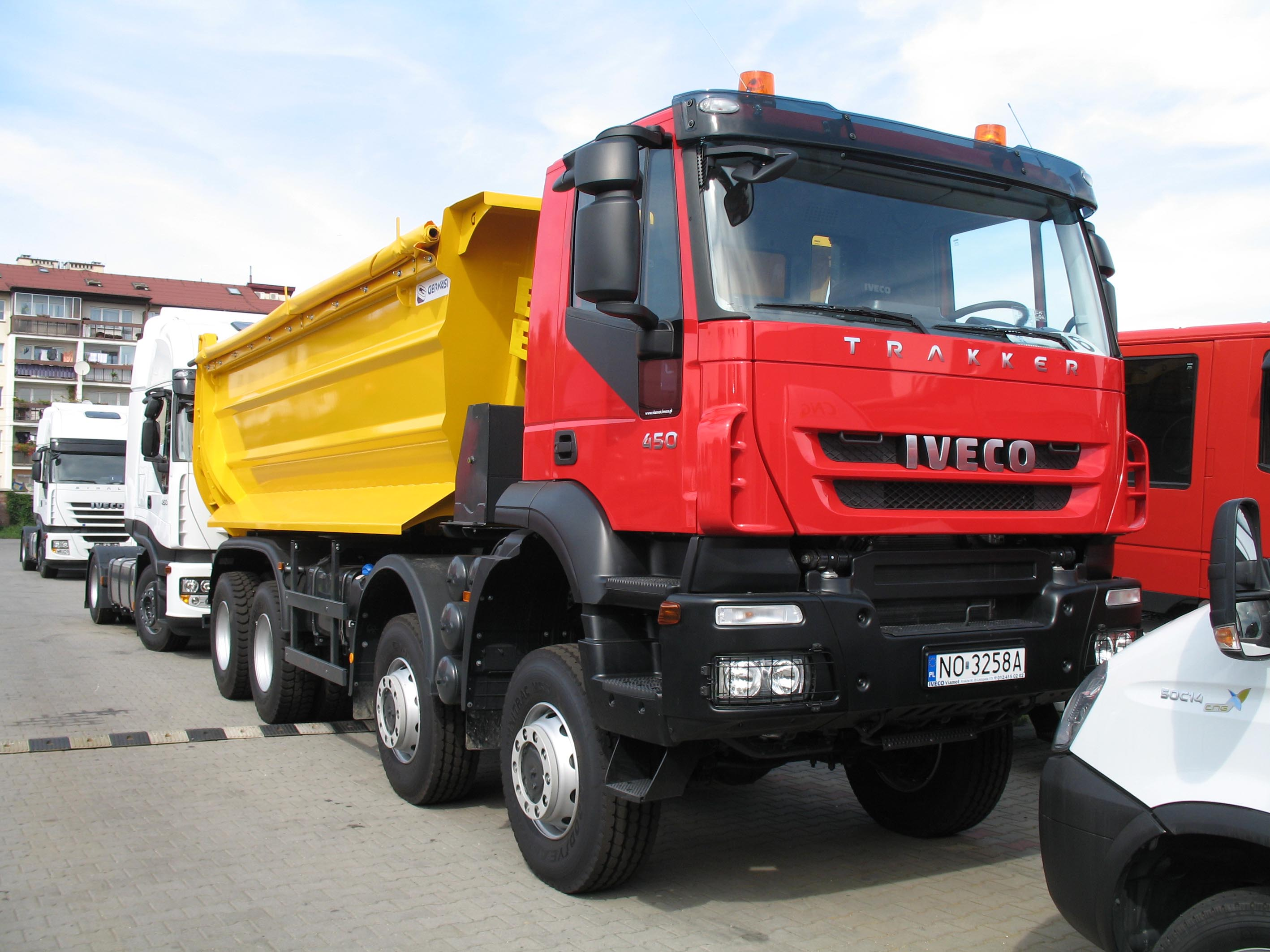
Iveco Trakker 450 8x8

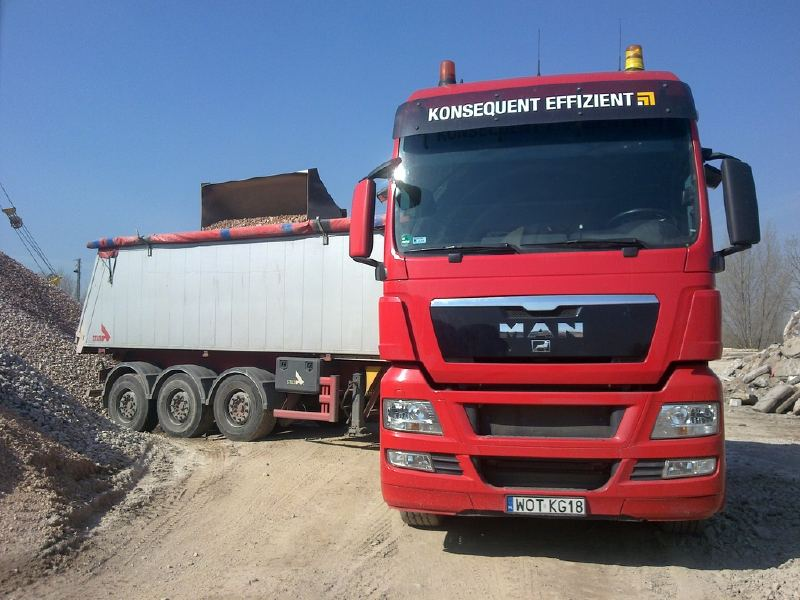
Wywrotka (patelnia) z kruszywem podczas załadunku

Wywrotka – pojazd: samochód ciężarowy, wózek, wagonik z przechylaną do tyłu lub na bok skrzynią ładunkową, co umożliwia samoczynny rozładunek.

Wywrotka w akcji

Wywrotki stosowane są do transportu materiałów płynnych, sypkich lub kawałkowych.
Rodzaje wywrotek:
- wywrotki tylnozsypowe – wywrotki tego typu są przeznaczone na pojazdy 3 i 4 osiowe o dopuszczalnej masie 26-32 tony.
- wywrotki ciężkie – wywrotka typu ciężkiego przeznaczona jest na pojazdy 3 i 4 osiowe o dopuszczalnej masie całkowitej 26-32 ton.
- wywrotki półcięzkie – przeznaczone są na pojazdy 3 osiowe o dopuszczalnej masie całkowitej 18-26 ton.
- wywrotki lekkie – przeznaczone są na pojazdy 2 osiowe o dopuszczalnej masie całkowitej 6,5 -18 ton.
- wywrotki ultralekkie – wywrotka typu ultralekkiego przeznaczona jest na pojazdy 2 osiowe o dopuszczalnej masie całkowitej 3,5 -6,5 ton.